# Ondrašová
Ondrašová é um município da Eslováquia, situado no distrito de Turčianske Teplice, na região de Žilina. Tem 6,98 km² de área e sua população em 2018 foi estimada em 84 habitantes.

## Demografia
| Ano:        | 1994 | 2004    | 2014    | 2024    |
| ----------- | ---- | ------- | ------- | ------- |
| Broj ljudi: | 61   | 53      | 79      | 90      |
| Razlika:    |      | -13,11% | +49,05% | +13,92% |

| Ano:               | 2023 | 2024   |
| ------------------ | ---- | ------ |
| Número de pessoas: | 91   | 90     |
| Diferença:         |      | -1,09% |